# 徐养正
徐養正（1511年—?），字吉甫，號蒙泉，廣西马平（今柳州市）人，明朝政治人物。

## 生平
嘉靖七年（1528年）广西乡试第二十五名舉人，嘉靖二十年（1541年）辛丑科会试第六十九名，二甲進士，選庶吉士，二十二年十一月授礼科给事中，再改户科右给事中。嘉靖二十七年（1548年），与厉汝进等上疏弹劾嚴世蕃“窃弄父权，嗜贿张焰，词连仓场”，严嵩利用河套事激帝怒，被廷杖六十，贬为云南通海县典史。後任广东肇庆府推官，历升南京户部员外郎，二十九年二月升贵州提学佥事。丁外艰归。
嘉靖三十三年（1554年）起补云南按察司佥事，擢南京光禄寺少卿，三十六年转尚宝司卿，三十八年乞休归。
四十一年嚴嵩倒台後，起为南京通政使司右参议，进右通政，四十三年二月升南京光禄寺卿，四十四年转南京户部右侍郎，四十五年官户部左侍郎。
隆庆二年（1568年）三月，升南京工部尚书，与海瑞齐名。以丁内艰守制归，服阕後遇疾卒于家。

## 著作
著有《蛙鸣集》，久佚。

## 墓葬
墓在柳州市郊区白露乡盘龙村西北面。

## 家族
曾祖徐仲榮。祖父徐亨，知县。父徐鍾淮，府同知。母戴氏，继母盧氏。严侍下。弟养愚、养晦。子徐秋鹗，举进士，官福建按察副使。